# Raïs
Raʾīs (em alfabeto árabe: رئيس; plural: ruʾasāʾ) é uma palavra árabe que significa "chefe", sendo geralmente traduzida como "chefe de estado", e usualmente grafado reis em português.
No Império Otomano, raïs era um título dado a vários dignitários imperiais, nomeadamente almirantes e ministros, dos quais o mais conhecido era o Raïs-efendi, o ministro dos negócios estrangeiros. O termo é também frequente nos nomes pelos quais ficaram conhecidos vários piratas da Barbaria (noroeste de África).
Atualmente, o termo é aplicado a governantes ou chefes de estado de estados muçulmanos do Médio Oriente e da Ásia Meridional - algumas vezes (mas nem sempre) com conotação de ditador, como aconteceu com Saddam Hussein, Hosni Mubarak e Muammar Kadafi. Os falantes de suaíli da África Oriental, incluindo os não muçulmanos, também usam o termo como sinónimo de "presidente".[carece de fontes?]
A palavra terá tido origem no persa, significando 'rico'. Em urdu é sinónimo de aristocrata, isto é, alguém cuja riqueza vem dos seus ancestrais, em oposição ao chamado "novo rico". No Panjabe pode designar os líderes das antigos tribos ou membros da antiga aristocracia latifundiária. Em algumas cidades da Índia, nomeadamente Lucknow, o termo foi também aplicado aos membros mais cultos e sofisticados das classes superiores urbanas.
No Reino franco de Jerusalém (séculox XI a XIII), o tribunal encarregado de julgar os casos envolvendo população nativa chamava-se Corte do Raïs, e o seu presidente era chamado raïs.

## Exemplos de alguns dosraïscélebres
- Quemal Reis (1451–1511): corsário e almirante otomano, conhecido no Ocidente como Camalicchio.
- Piri Reis (1465–1554): almirante e geógrafo otomano, sobrinho de Quemal Reis e autor do Kitab-ı Bahriye ("Livro da Marinha" ou da navegação) e de alguns mapa-múndi mais completos da sua época.
- Dragute Arrais (1514–1565): corsário e almirante otomano, também conhecido como Torgute.
- Morato Arrais (1535–1638): corsário albanês otomano.
- Morato Arrais, o Novo (ca. 1570–1641): pirata holandês cujo nome de batismo era Jan Janszoon, foi grande almirante e governante da República dos piratas de Salé.